# Massacre des Lucs-sur-Boulogne
Le massacre des Lucs-sur-Boulogne a eu lieu le 28 février et le 1er mars 1794, pendant la guerre de Vendée. Il est le plus célèbre et le plus important massacre perpétré par les troupes républicaines des colonnes infernales. Sa notoriété est notamment due aux archives qui ont permis un débat historiographique à son sujet. 

## Contexte
Les Lucs-sur-Boulogne sont situés à l'intérieur d'un triangle constitué par les routes joignant Challans, Montaigu et La Roche-sur-Yon. Avant la Révolution, la commune est constituée de deux paroisses : le Grand-Luc, peuplé de 2 000 habitants, et le Petit-Luc, situé plus à l'est, et habité par 150 personnes. Une petite rivière, la Boulogne, passe le bourg depuis le sud-est avant de filer vers le nord. Autour du bourg, le paysage est constitué de bocage, de landes et de quelques bois, où sont éparpillés une dizaine de gros villages, trente hameaux et de nombreuses métairies isolées. 
Au début de l'année 1794, la Vendée est parcourue par les colonnes infernales du général Turreau. Partie de Brissac le 20 janvier, la colonne du général de division Étienne Cordellier se signale notamment par de nombreux massacres. Le 6 février, Cordellier écrit de Tiffauges au général Turreau : « J'ai ponctuellement exécuté ton ordre de purger, par le fer et le feu, tous les endroits que j'ai rencontrés sur ma route. Car indépendamment que tout brûle encore, j'ai fait passer derrière la haie environ six cents particuliers des deux sexes ».

## Déroulement
Le 28 février 1794, le général Cordellier aborde les Lucs-sur-Boulogne afin de déloger les troupes vendéennes de François Athanase Charette de La Contrie qui bivouaquent dans les landes de la Vivantière, au sud des Lucs-sur-Boulogne,. Il attaque avec deux colonnes, l'une commandée par lui-même et par le général Crouzat et l'autre par le chef de bataillon Matincourt,.
Cordellier suit la rive gauche de la Boulogne, mais sa colonne marche dans une grande confusion et prend du retard. Matincourt file quant à lui le long de la rive droite de la rivière avec sa colonne, constituée du 29e régiment d'infanterie, du 6e bataillon de volontaires de Paris, du 4e bataillon de volontaires des Ardennes et de quelques cavaliers,. Rapidement, les républicains se dispersent en petits groupes et commencent à incendier les fermes sur leur passage et à fusiller les habitants qu'ils rencontrent,. L'opération militaire dégénère en massacre général au cours duquel des centaines d'hommes, de femmes et d'enfants sont mis à mort. Par trois fois, Matincourt tente, sans succès, de faire reformer les rangs, mais il finit cependant par aborder le Petit Luc. Les tirailleurs républicains ne rencontrent que quelques combattants vendéens et se lancent à leur poursuite pendant environ une heure. Cependant, Charette fait ensuite son apparition avec le gros de ses forces et surprend complètement les hommes de Matincourt. Trop éparpillés, ces derniers prennent la fuite et entraînent dans leur déroute les hommes de Crouzat avant que ces derniers n'aient pu engager le combat. Cordellier est quant à lui très en arrière, une partie de sa colonne n'ayant toujours pas franchi le défilé du moulin de l'Audrenière, pourtant située non loin de son point de départ. Toutes les colonnes républicaines se replient alors sur Legé, au nord-ouest des Lucs. Les Vendéens arrêtent leur poursuite aux abords de la ville.
Après le combat, Charette abandonne les Lucs et se porte sur Le Poiré-sur-Vie. Cependant le lendemain, le général Cordellier lance une contre-attaque sur Les Lucs avec ses colonnes et celle de Legé, dirigée par Rouget, le commandant du 4e bataillon de volontaires des Deux-Sèvres. Les républicains ne trouvent aucune trace des troupes de Charette et commettent de nouveaux massacres entre Legé et les Lucs,.

## Témoignages
Il reste peu de témoignages sur le déroulement du massacre. Un soldat républicain, nommé Chapelain, écrit dans une lettre : « Aujourd'hui journée fatigante, mais fructueuse. Pas de résistance. Nous avons pu décalotter à peu de frais toute une nichée de calotins. Nos colonnes ont progressé normalement. » Un autre, nommé François Pelereau, écrit que les volontaires « ont avancé pour lors dans le bois en fusillant hommes, femmes et enfants qui se trouvèrent à leur rencontre ».
En 1823, le mémorialiste royaliste Urbain-René-Thomas Le Bouvier-Desmortiers écrit d'après un témoignage recueilli : « Une femme pressée par les douleurs de l'enfantement, était cachée dans une masure près de ce village. Des soldats la trouvèrent, lui coupèrent la langue, lui fendirent le ventre, et enlevèrent l'enfant à la pointe des baïonnettes. On entendit d'un quart de lieue les hurlements de cette malheureuse femme, qui était expirante quand on arriva pour la secourir ».
D'après la tradition orale, de nombreux habitants parviennent cependant à trouver refuge dans les bois.

## Bilan humain: le martyrologe des Lucs
Le 30 mars 1794, une liste précise des victimes, avec leurs noms, âges et domiciles, est dressée par l'abbé Charles Vincent Barbedette, curé du Grand-Luc et aumônier des troupes de Charette. Pour l'historien Alain Gérard, ce document, appelé « le martyrologe des Lucs », constitue la seule liste des victimes d'un massacre à avoir été dressée au moment des faits. À la fin de son cahier, l'abbé Barbedette précise : « Lesquels noms ci-dessus, au nombre de 564, des personnes massacrées en divers lieux de la paroisse du Grand-Luc, m'ont été référés par les parents échappés au massacre, pour être inscrits sur le présent registre, autant qu'il a été possible de les recueillir dans un temps de la persécution la plus atroce, les corps morts ayant été plus d'un mois inhumés dans les champs de chaque village du Luc : ce que j'atteste comme trop véritable, après avoir été témoin oculaire de ces horreurs et exposé plusieurs fois à en être aussi la victime »,.  
Si d'après l'abbé Barbedette, les massacres du 28 février et du 1er mars font 564 morts, sa liste ne comprend que 459 noms, ce qui, pour l'historien Alain Gérard, est probablement dû à la perte d'un feuillet. Parmi les 459 noms connus figurent 80 hommes et 127 femmes de 10  à   49 ans, 124 personnes de plus de 50 ans et 127 enfants de moins de 10 ans.
Les tueries du 28 février ont principalement lieu dans les villages et les hameaux le long de la Boulogne, entre Rocheservière et les Lucs, tandis que celles du 1er mars ont lieu le long de la route entre Legé et les Lucs. On relève ainsi 54 morts au Grand-Luc et 25 morts au Petit-Luc, ainsi que 31 morts à La Guyonnière, 16 morts à La Pèlerinière, 12 morts à La Primandière, 10 morts à la Bugelière. Entre Legé et les Lucs, on compte notamment 32 morts à La Gaconnière, 23 morts à La Sorinière, 14 morts à La Renaudière, 14 morts à La Bromière, 11 morts à La Moricière, 11 morts aux Guénières et 10 morts à La Coruetière. Certaines métairies et certains hameaux sont cependant épargnés par le passage des colonnes.

## Historiographie
Les mémoires du chef vendéen Pierre-Suzanne Lucas de La Championnière, rédigés en 1798, semblent avoir été les premiers à faire état des  événements survenus aux Lucs. Ce premier récit sert de base à Alphonse de Beauchamp, auteur d'une Histoire de la guerre de Vendée en 1806 et de prétendus Mémoires de Bodereau en 1804, qui seraient de sa main. Il ajoute également la présence de Haxo. En 1808, sous prétexte de réfuter Beauchamp, Le Bouvier-Desmortiers publie une Vie du général Charette, dans laquelle il reprend cependant son récit des Lucs, qu'il étoffe. En 1819, Berthre de Bournizeaux ajoute encore quelques éléments de son cru dans son Histoire des guerres de Vendée et des Chouans, de même que Jacques Crétineau-Joly en 1840, dans son Histoire de la Vendée militaire, dans laquelle il donne le 5 mars comme date des faits, jusque là située par aucun auteur.
Les ruines de l'ancienne église du Petit-Luc ne sont déblayées qu'en 1863 à l'initiative d'une équipe missionnaire des Pères de Chavagnes. À cette occasion, de nombreux ossements humains, ainsi que des balles, des scapulaires et des « Sacrés-Cœurs » sont découverts. Des recherches sont alors entreprises par l'abbé Jean Bart, curé de la paroisse. Entre 1866 et 1873, il découvre le cahier manuscrit de l'abbé Barbedette dans les papiers du presbytère des Lucs,.

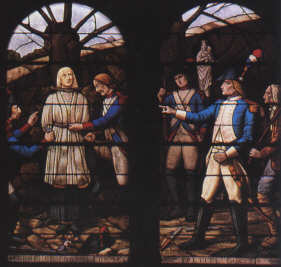
Vitrail de l'église des Lucs-sur-Boulogne représentant la mort de l'abbé Voyneau, réalisé par Lux Fournier en 1941.

En 1867, Jean Bart publie un opuscule intitulé Chapelle de Notre-Dame des Lucs dans lequel il reprend la date du 5 mars et le récit développé par la tradition historiographique. Selon lui, la population, cachée dans les broussailles de la Vivantière, aurait été surprise par une colonne à la recherche de Charette. La moitié des habitants, plus un, aurait été massacrée. Puis les hommes rescapés se seraient ressaisis pour résister à l'ennemi, tandis que les plus faibles se rassemblaient dans la chapelle du Petit-Luc pour prier. Enfin, la venue de Charette et de son adjoint Guérin aurait permis de faire fuir la colonne qui, en partant, aurait tué l'abbé Voyneau, curé du Petit-Luc, puis massacré les gens réunis dans la chapelle, détruite à coups de canons depuis le chêne du Quati-Fort.
Dans une seconde version, parue en 1874 sous le titre : Chapelle de Notre-Dame des Lucs, reine des martyrs, Jean Bart situe un massacre au 28 février, en reprenant les éléments trouvés dans le cahier de Barbedette. Il y ajoute une précision pour justifier sa première version : « non compris le nombre des victimes du combat de la Vivantière et des massacres de la chapelle du Petit-Luc, le 5 mars ».
Par la suite, la tradition locale étoffe encore les premiers récits. Entre 1898 et 1908, une nouvelle chapelle est édifiée au Petit-Luc. Vers 1935, le curé Boudaud orne la chapelle de panneaux de bois reprenant les noms des victimes connues ; en 1941, son successeur Gabriel Prouteau fait installer des vitraux célébrant, en plus des personnages bibliques et des saints nationaux et locaux, les curés Barbedette et Voyneau, ainsi que le souvenir du massacre. En 1947, un monument dédié au curé Voyneau et à ses compagnons est érigé.
Dans les années 1960, l'érudit Gilles de Maupeou découvre des documents inédits sur les opérations militaires aux Lucs du général Cordellier. En 1977, il découvre le procès intenté par Cordellier contre le chef de bataillon Matincourt.
À la fin du XXe siècle, le déroulement et le bilan humain du massacre fait l'objet de débats parmi les historiens. En 1992, le dossier est rouvert par Jean-Clément Martin, pour qui non seulement il paraît difficile d'affirmer qu'il n'y eut qu'un seul massacre, mais tout permet au contraire de penser qu'il y eut une multiplicité de combats et massacres entremêlés sur toute la paroisse des Lucs durant plusieurs mois de 1794. Les victimes mêlent à la fois femmes, vieillards, enfants et combattants tombés les armes à la main. Selon lui, la « liste dressée en 1794 comptabilise manifestement l'ensemble des habitants tués depuis 1789, alors que toute une tradition veut la voir comme le résultat d'un massacre unique commis en deux jours de février 1794. Les conclusions sont évidemment fort divergentes selon la lecture adoptée ».
Il est suivi dans cette voie par Paul Tallonneau, dans un ouvrage rédigé en 1993. Cependant si Jean-Clément Martin conteste de larges pans du martyrologe des Lucs, Paul Tallonneau rejette totalement son authenticité. Refusant de croire à la réalité d'un massacre, il estime que la disparition de plusieurs centaines de villageois pourrait être imputable à une épidémie,. En 2007, cette thèse est rejetée par Jacques Hussenet : « la population de la Vendée militaire se situait sur une courbe ascendante entre 1780 et 1790. Certes, des épidémies sévissaient par intermittence, mais ni plus ni moins qu'ailleurs en France et pas au point d'inverser la tendance ».
En 1993, Pierre Marambaud, en s'appuyant sur différentes archives (paroissiales et des armées), ainsi que certaines lettres émanant de soldats présents lors des faits, soutient la thèse d'un massacre unique le 28 février et le 1er mars 1794. Il considère que ce massacre englobe non seulement les Lucs (qui à l'époque comprenait le Grand Luc et le Petit Luc où s'élève la chapelle commémorative), mais aussi les hameaux et métairies des alentours. Selon lui, l'authenticité du martyrologe est crédible et compatible avec les dénombrements et recensements qui l'encadrent,. Il estime le nombre des victimes entre 500  et   590,.
La thèse de Marambaud est soutenue par Alain Gérard. De même, en 2007, Jacques Hussenet écrit : « En m'appuyant sur le capital de connaissance accumulé depuis les années 1990, je ne ferai pas mystère de ma préférence pour les conclusions de Pierre Marambaud ».

## Mémorial
On peut visiter le Mémorial de la Vendée qui témoigne de cet événement. À l'occasion de son inauguration, le 25 septembre 1993, Alexandre Soljenitsyne prononça un discours, où il fit un parallèle entre l'esprit qui animait les hommes politiques appliquant la Terreur et le totalitarisme soviétique